# Полосатая фиджийская игуана
Полосатая фиджийская игуана (лат. Brachylophus fasciatus) — один из 4-х видов игуан, обитающих на Фиджи.

## Описание

### Внешний вид
Длина тела с хвостом до 90 см. Окрас изумрудно-зелёный с широкими белыми полосами поперек туловища и хвоста. Вдоль спины есть невысокий гребень, сильнее развитый у самцов. Во время брачного периода или будучи агрессивно настроенными, самцы становятся почти чёрными и сильно раздувают складки кожи на горле. На пальцах цепкие когти, позволяющие ящерицам свободно перемещаться по деревьям. Способны изменять окраску тела от зелёного до голубоватого оттенка, что помогает маскироваться на фоне окружающей среды.

### Образ жизни
Ведут дневной образ жизни. Днём спускаются в нижние ярусы леса и добывают себе пищу. Вечером они уходят в верхние ярусы и полог леса. Защитная зелёная окраска способствует древесному образу жизни. Врагами в природе являются одичавшие кошки и мангусты, а также местное население, истребляющее игуан ради мяса.

### Ареал
Полосатая фиджийская игуана распространена на Фиджи: Вити-Леву, Ванау-Леву, Кандаву, Матуку, Моала, Тотоя, Фулага, Лакемба, Мбуа Коро, Ватоа и других мелких островах архипелага; на островах Тонга: группе островов Тонгатапу и, возможно, на некоторых других островах Меланезии. Кроме того, эти животные найдены на островах Уоллис к северо-востоку от Фиджи и острове Эфате (Новые Гебриды), куда, видимо, были завезены человеком 300 лет назад. Общая численность составляет примерно 10000 особей в 29 популяциях.

### Питание
Кормится в основном растительной пищей. Поедают листья, цветки и плоды деревьев, в основном гибискуса. Также поедают бананы и папайю. В неволе новорождённые ящерицы могут поедать и насекомых.

### Размножение
Ухаживания самца похожи на ухаживания других игуан. Откладывают по 3—6 яиц. Период инкубации 18—30 недель, что значительно больше обычного срока инкубации остальных игуан.

## Полосатая фиджийская игуана и человек
Численность вида уменьшается из-за деградации мест обитания, хищников (кошки) и уничтожения местным населением.

## Иллюстрации

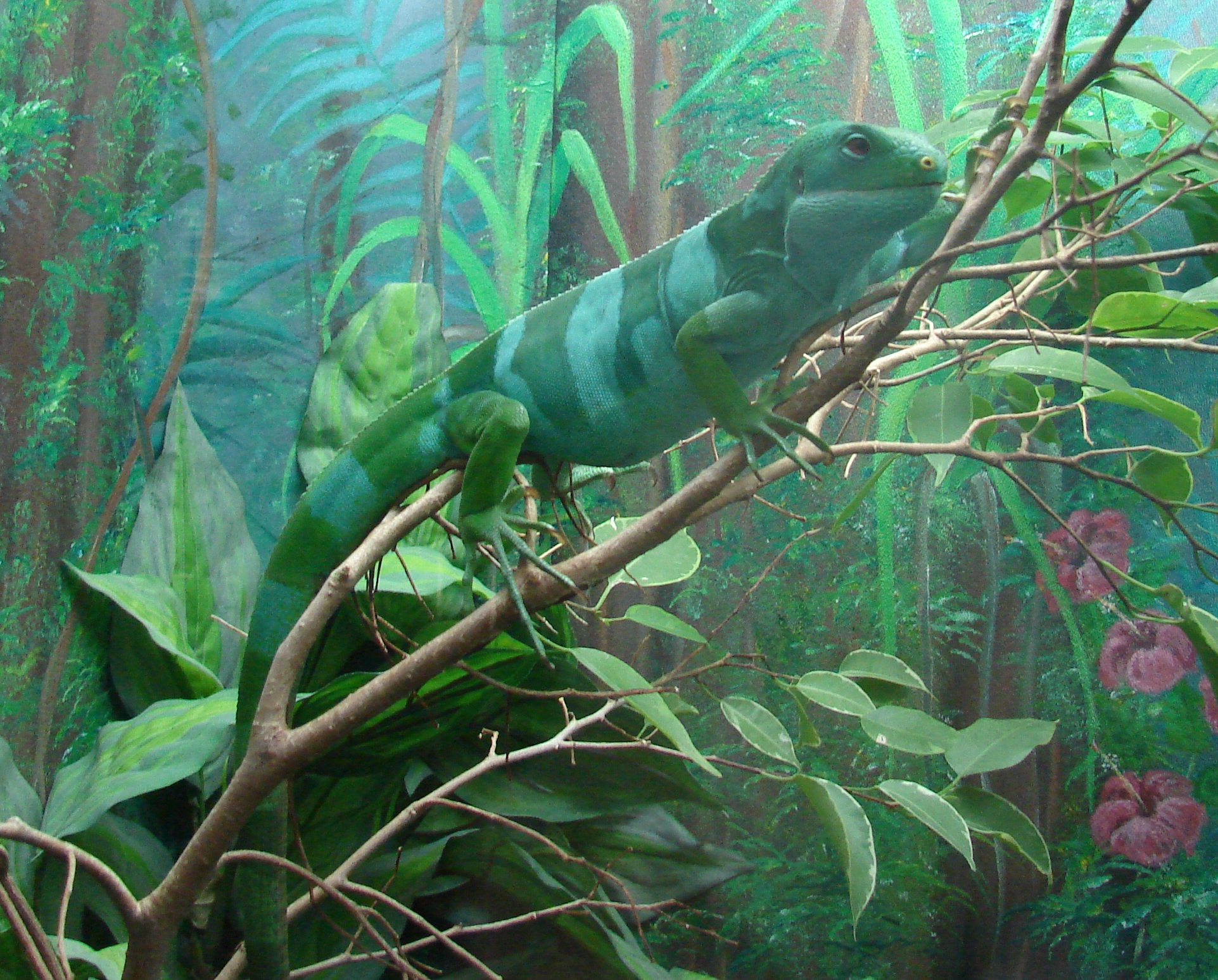
Игуана в зоопарке Сан-Антонио
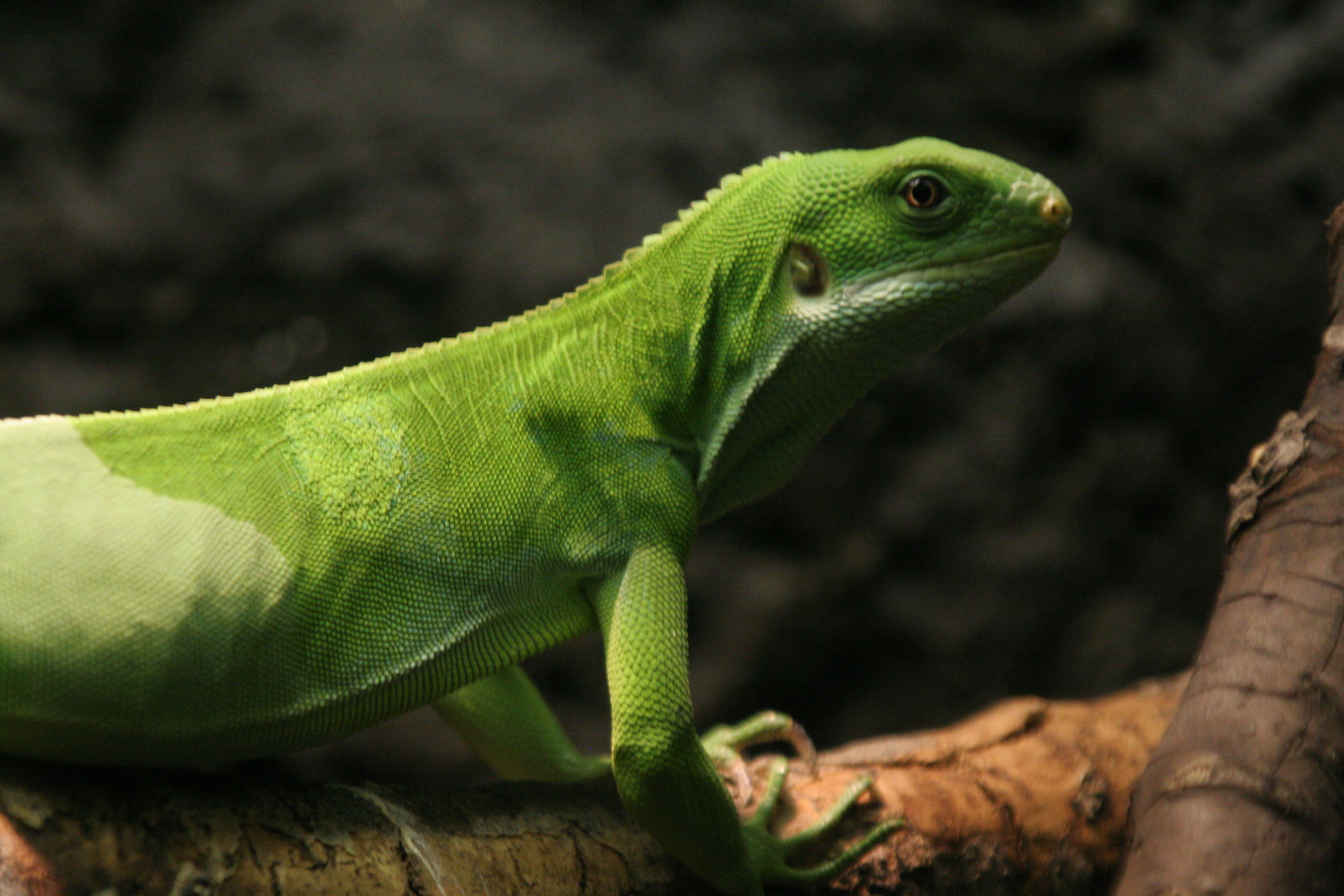
Игуана в зоопарке Сент-Луиса
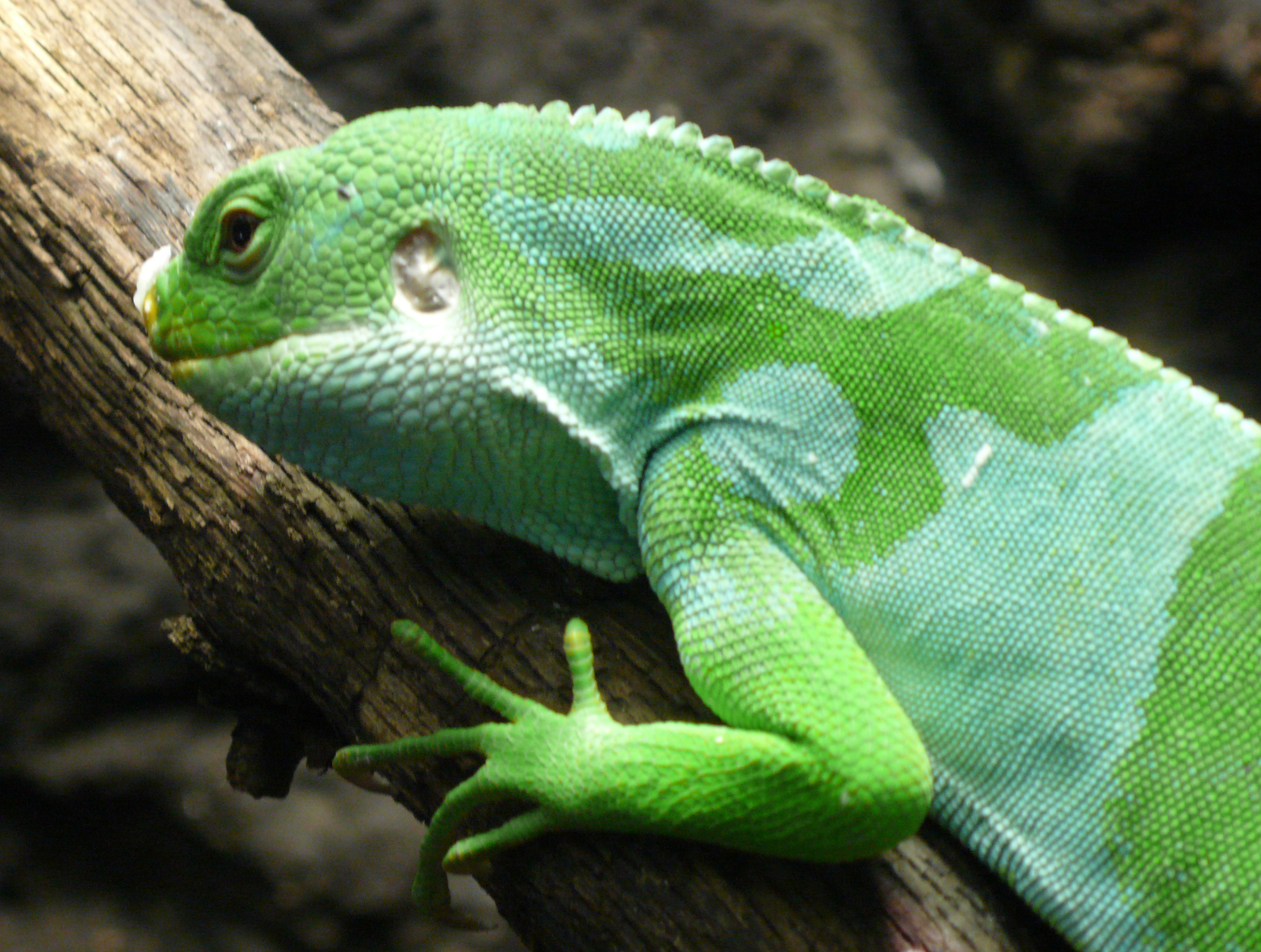
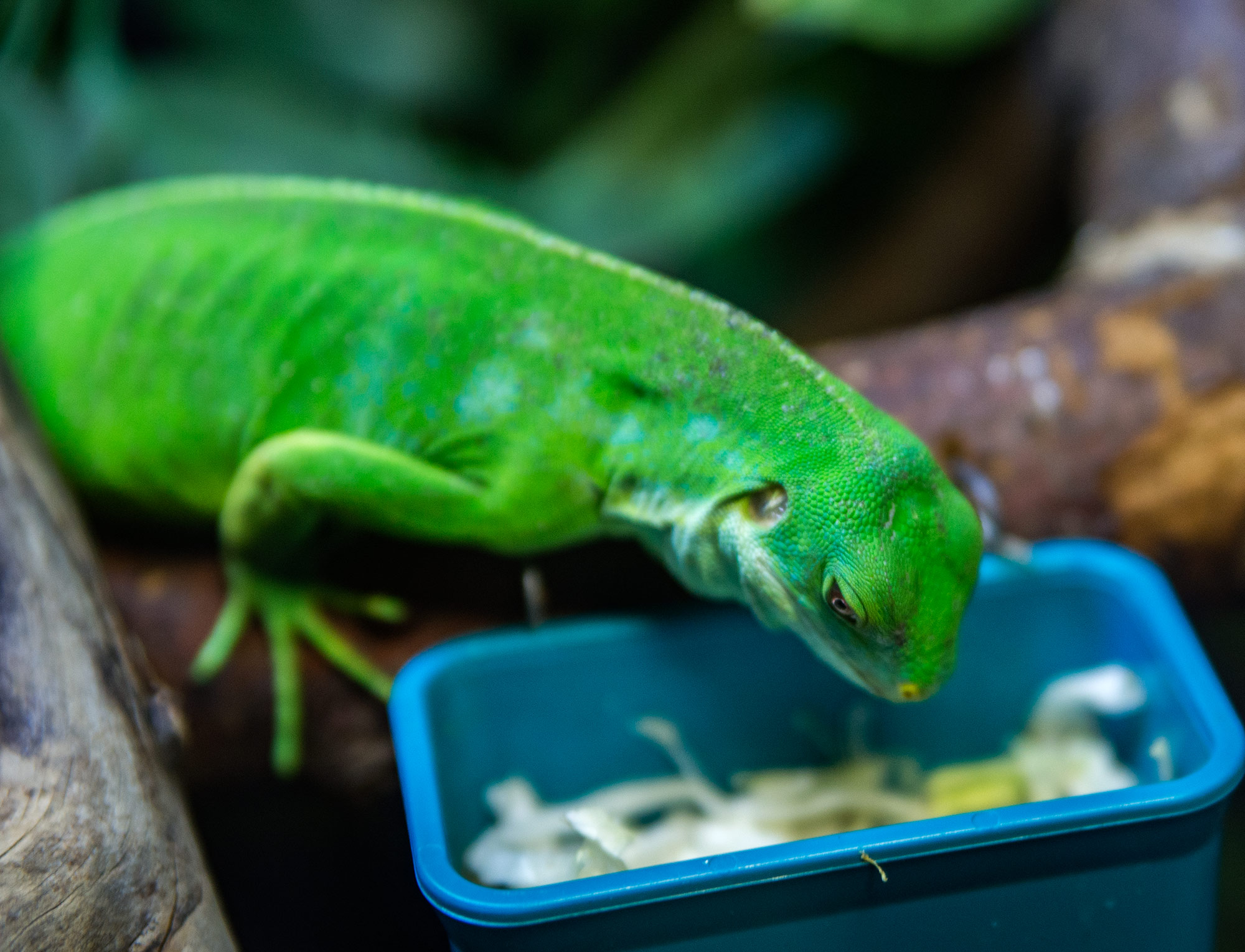
Полосатая фиджийская игуана в Московском зоопарке